# Antoine Uriot
Antoine Uriot, född cirka 1730, död 1 juli 1785, var en fransk-svensk cellist. 

## Biografi
Uriot kom till Sverige i mitten på 1750-talet och blev konsertmästare hos hertig cirka 1760. Han uppträdde med jämna mellanrum under 1760-talet som konsertsolist, bland annat med Anders Wesström och Eric Ferling. Uriot var från 1773 till 1785 anställd som cellist vid Hovkapellet i Stockholm.
Uriot avled 1 juli 1785. Han fick barnen Frantz Uriot, Maria Lovisa, Anthon Joseph, Joseph och Carolina som var bosatta i Ryssland och Tyskland. Uriot var svåger till hovfalkeneren Michael von Hamm.